# Сабанаево (Буздякский район)
Сабана́ево (баш. Сабанай) — село в Буздякском районе Республики Башкортостан Российской Федерации. Входит в состав Каранского сельсовета.

## География

### Географическое положение
Расстояние до:
- районного центра (Буздяк): 24 км,
- центра сельсовета (Каран): 6 км,
- ближайшей ж/д станции (Буздяк): 24 км.

## Население
| 2002 | 2009 | 2010 |
| ---- | ---- | ---- |
| 207  | ↗217 | ↘188 |

Национальный состав
Согласно переписи 2002 года, преобладающие национальности — татары (69 %), башкиры (30 %).